# Dionisio el Sabio

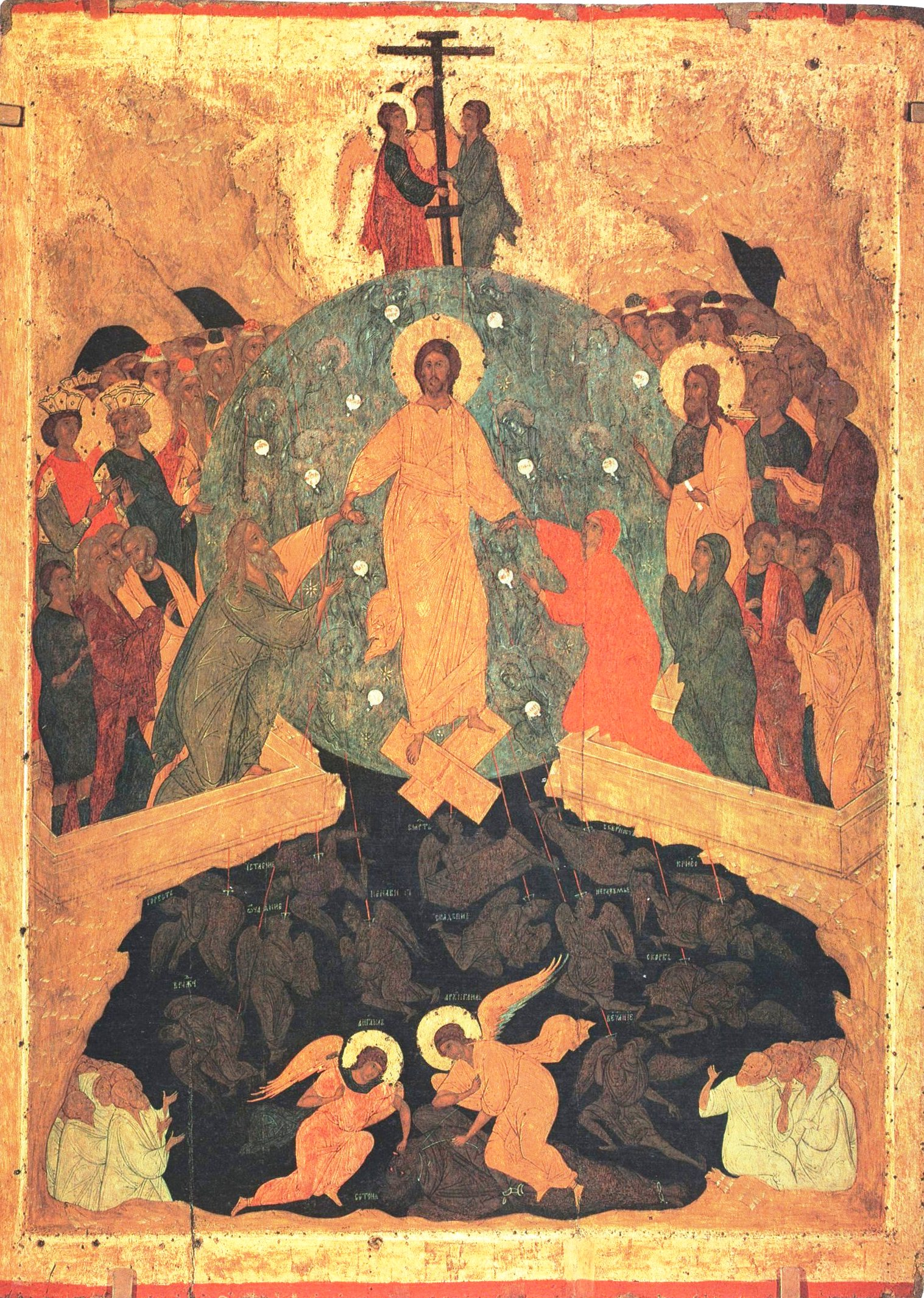
Icono representando a Cristo en el Infierno, del Monasterio de Ferapóntov.

Dionisio, (en ruso, Дионисий) también escrito Dionisios o Dionisio el Sabio (ca.1440 - 1502) fue un pintor de iconos ruso, reconocido como la cabeza de la escuela moscovita de pintores de iconos a caballo entre los siglos XV y XVI. Su estilo de pinturas es llamado en ocasiones «el manierismo moscovita». 
El primer encargo importante de Dionisio fue una serie de iconos para la Catedral de la Dormición en el Kremlin de Moscú, ejecutada en 1481. Las figuras en sus iconos están afamadamente alargadas, las manos y los pies son diminutos, y las caras serenas y pacíficas. Entre sus muy ricos y notables patronos, Iósif de Volokolamsk solo le encargó que pintase más de 80 iconos, principalmente para los claustros del Monasterio Iósifo-Volokolamski y Monasterio Pavlo-Obnorski.
La obra más amplia y mejor conservada de Dionisio es la monumental pintura al fresco de la Catedral de la Natividad de la Virgen en el Monasterio de Ferapóntov (1495-96). Los frescos, representando escenas de la vida de la Virgen María en colores singularmente puros y amables, están impregnados con un ambiente solemne y de gala.
La obra del Monasterio Ferapóntov fue ejecutada por Dionisio en colaboración con sus hijos y discípulos, quienes continuaron la tradición de Dionisio después de la muerte del maestro. Su hijo Feodosio pintó la Catedral de la Anunciación en el Kremlin de Moscú en 1508. Como su padre no intervino en este importante encargo, se piensa que debió morir poco antes de esa fecha.